# Atlantis (Schiff, 1931)
Das Forschungsschiff Atlantis wurde von 1931 bis 1966 durch die Woods Hole Oceanographic Institution, Massachusetts, betrieben. Es war eine 460 Tonnen schwere Ketsch, die mit zwei Masten ausgestattet ist.
Die erste Reise führte vom 2. Juli 1931 bis 31. August 1931 von Kopenhagen, wo es auf der Werft Burmeister & Wain gebaut wurde, nach Woods Hole. Teilnehmer der Forschungsfahrt unter Kapitän Columbus O’Donnell Iselin (1904–1971) waren auch Günter Dietrich und Franz Zorell aus Deutschland.
Die Atlantis war das erste Schiff der USA, das für ozeanografische Forschungen verwendet wurde. Sie war weiterhin Namensgeberin für die Raumfähre Atlantis.
Seit 1966 diente die Ketsch der argentinischen Prefectura Naval Argentina als El Austral. Unter dem Namen Dr. Bernardo Houssay wurde ein Nachbau der El Austral erstellt und das Originalschiff verschrottet.